# Búp bê Daruma
Daruma (達磨 daruma) là một loại búp bê truyền thống của Nhật Bản, phỏng theo dung mạo của Bồ-đề-đạt-ma, người sáng lập ra môn phái Thiền tông. Loại búp bê này thường làm bằng gỗ, hình tròn, sơn đỏ, không có chân tay, khuôn mặt có mắt trống rỗng và có ria mép lớn màu đen.

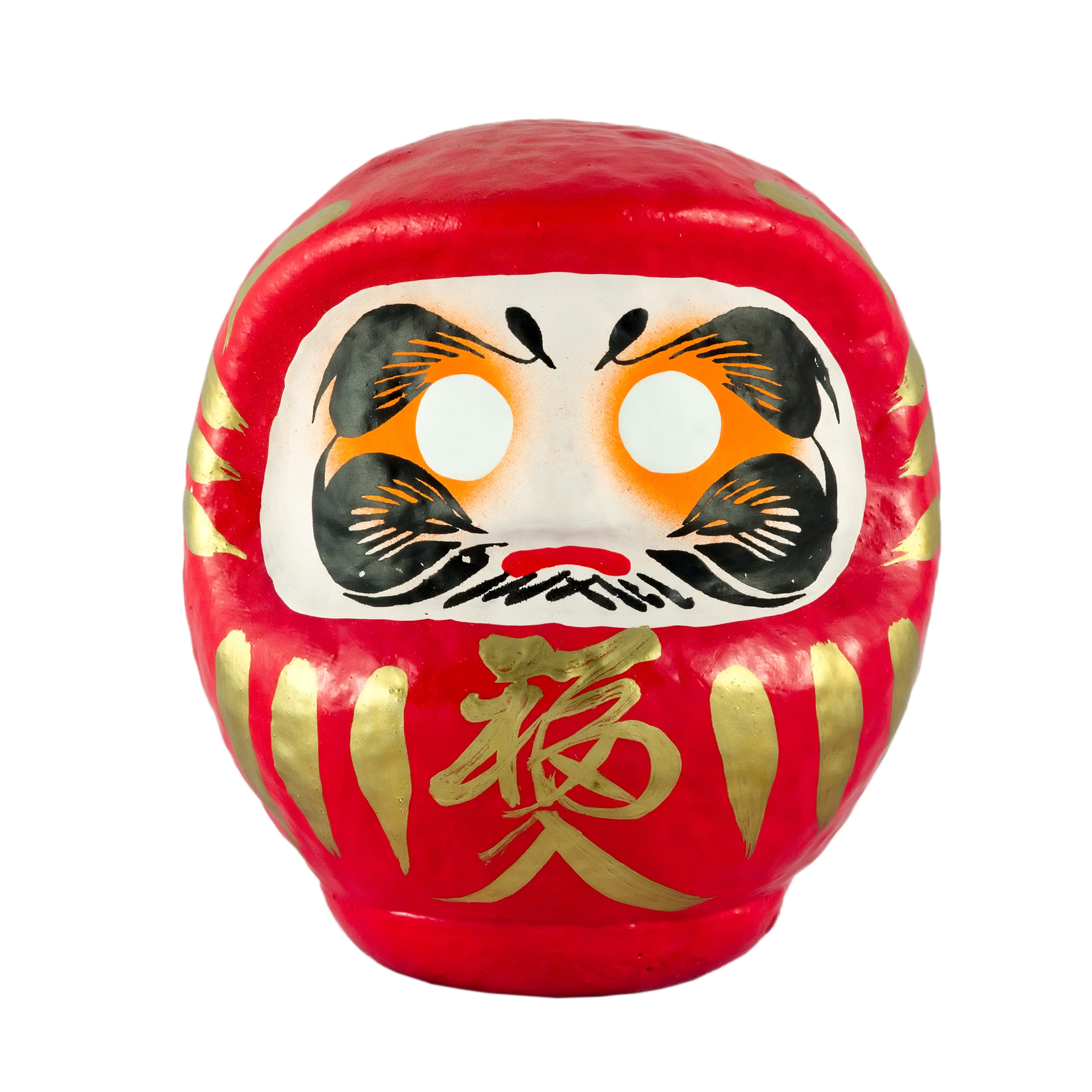
Một con búp bê Daruma

Daruma tượng trưng cho sự may mắn, người Nhật thường dùng để làm quà tặng với mong muốn cầu chúc an lành, bình phục sức khỏe.

## Hình ảnh

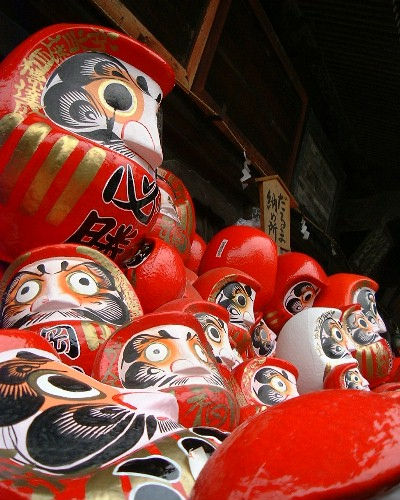
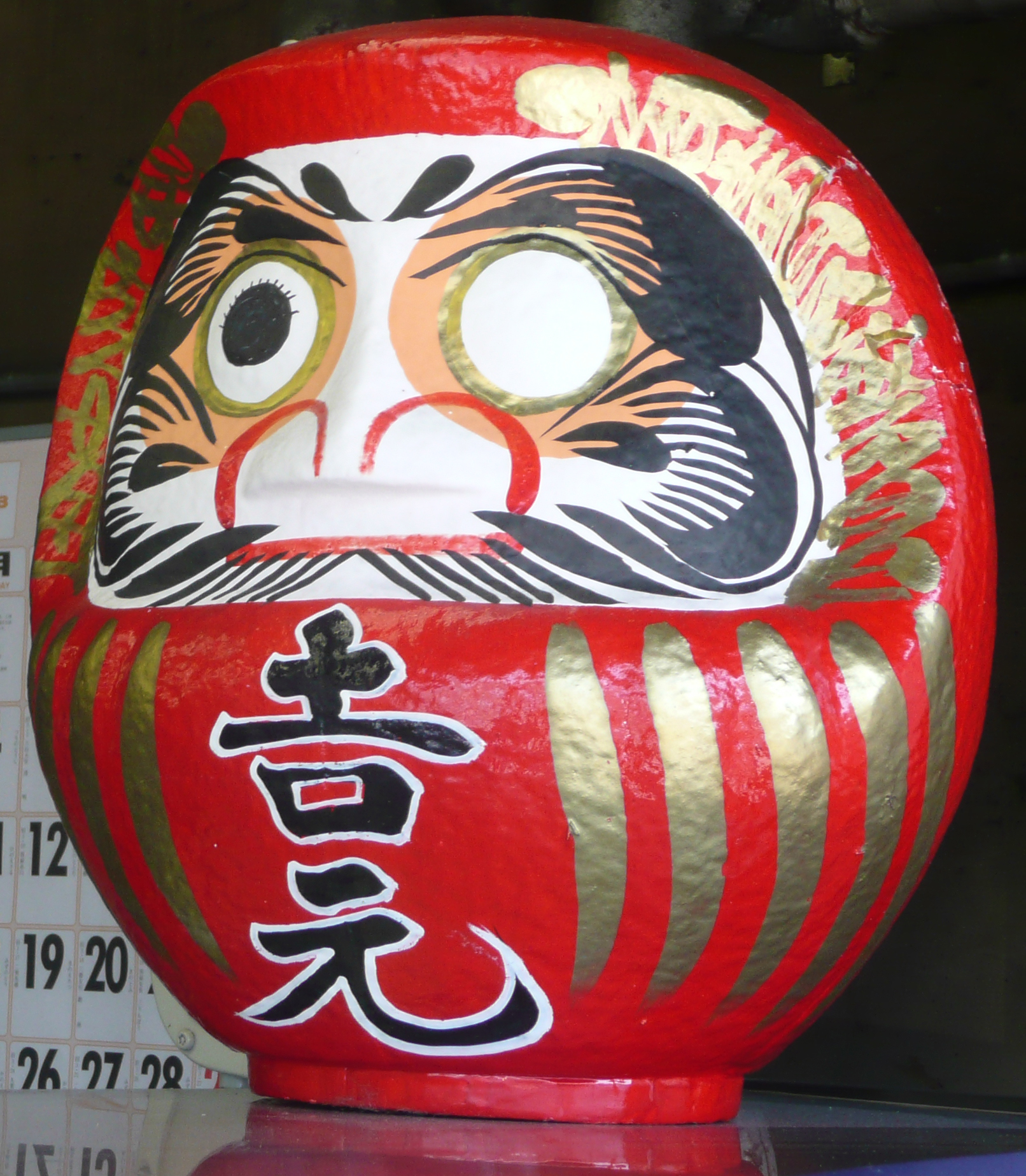
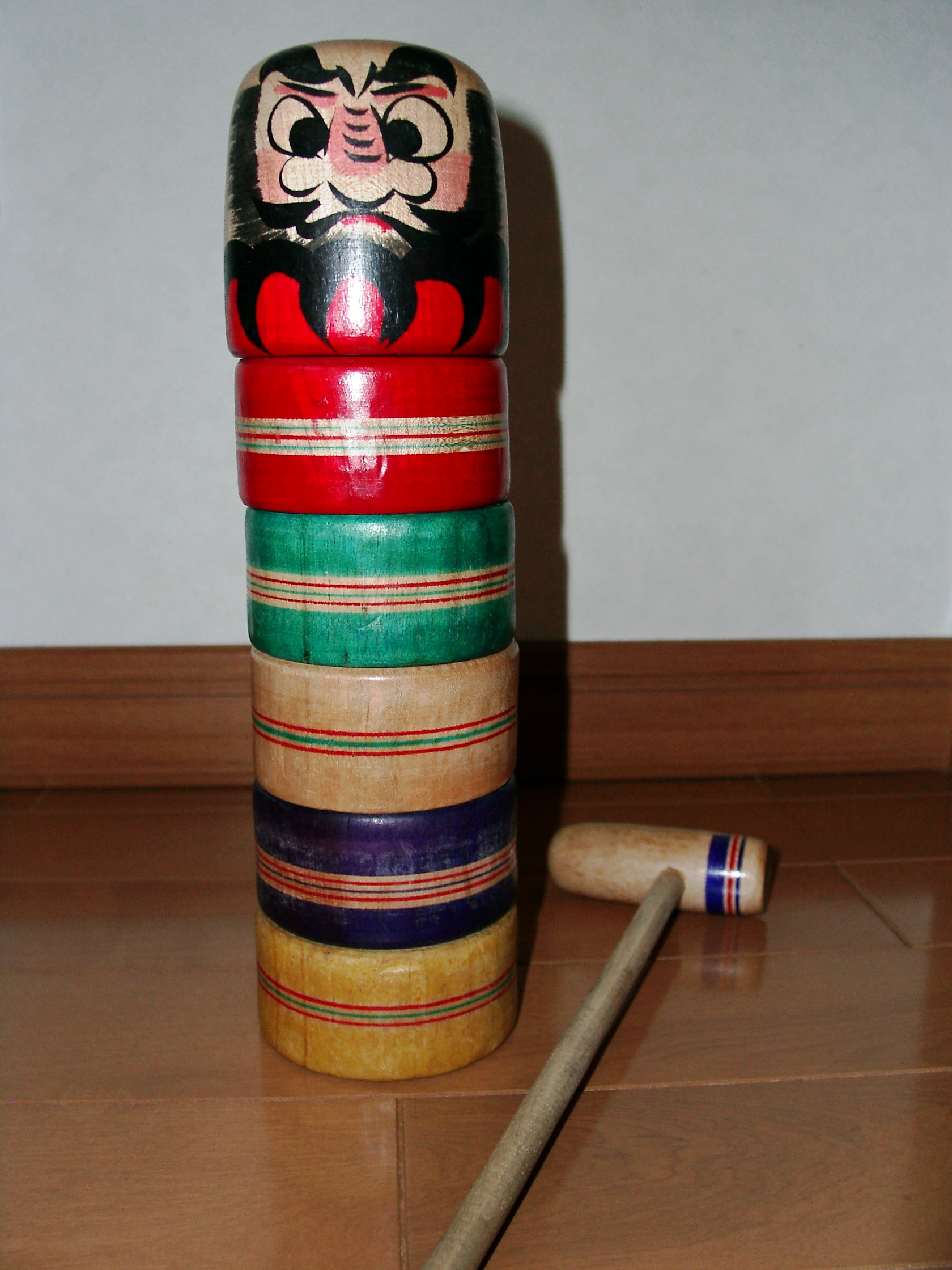

## Thông tin
- Chapin, Helen B. "Three Early Portraits of Bodhidharma." Archives of the Chinese Art Society of America, Vol. 1 (1945/1946), 66–98
- Kyburz Josef A., " "Omocha": Things to Play (Or Not to Play) with" Asian Folklore Studies, Vol.53, No. 1 (1994), 1–28
- Faure, Bernard."Bodhidharma as Textual and Religious Paradigm." History of Religions, Vol. 25, No. 3 (Feb., 1986), 187–198
- Gettis, Alan. Seven Times Down, Eight Times Up: Landing on Your Feet in an Upside-down World. Trafford Publishing, 2003
- Greer, Monte A. "Daruma Eyes: The Sixth Century Founder of Zen Buddhism and Kung Fu Had the Earliest Recorded Graves' Ophthalmopathy." Thyroid. May 2002, 12(5): 389–391
- McRae, John (2003), Seeing Through Zen. Encounter, Transformation, and Genealogy in Chinese Chan Buddhism, The University Press Group Ltd, ISBN 978-0-520-23798-8
- Rotermund, Hartmut O. "Demonic Affliction or Contagious Disease? Changing Perceptions of Smallpox in the Late Edo Period." Japanese Journal of Religious Studies 2001 28/3–4
- Ulak, James T. "Japanese Works in The Art Institute of Chicago: Five Recent Acquisitions" Art Institute of Chicago Museum Studies, Vol. 19, No. 2(1993), 174–185, 154–157, 205–207
- Punsmann, Henry. "Daruma, a Symbol of Luck" Folklore Studies, Vol. 21 (1962), 241–244
- "Japan: The Right Eye of Daruma". Time. Friday, Feb. 10, 1967
- McFarland, H. Neill. "Feminine Motifs in Bodhidharma Symbology in Japan" Asian Folklore Studies, Vol. 45, No. 2 (1986), pp. 167–191

## Tìm hiểu thêm
- McFarland, H. Neill (1987). Daruma: The Founder of Zen in Japanese Art and Popular Culture. Tokyo and New York: Kodansha International Ltd.
- Tư liệu liên quan tới Daruma tại Wikimedia Commons